# Ifé
Ifé (em iorubá: Ifè ou Ilé-Ifẹ̀ ,que significa 'terra da expansão' ou 'terra da dispersão') é uma antiga cidade iorubá no estado de Ọṣun, no sudoeste da Nigéria. Evidências arqueológicas indicam que o início da povoação da cidade remonta a 500 a.C. A sua população é estimada em 501 952 habitantes.

## Características
Ifé é hoje uma cidade de tamanho médio, onde estão localizados a Universidade Obafemi Awolowo e o Museu de História Natural da Nigéria. Seu povo pertence ao grupo étnico iorubá, um dos maiores na África. Ifé tem uma estação de televisão local chamada NAT Ife, várias empresas e é também o centro comercial para uma região agrícola. Inhame, mandioca, cacau, e tabaco são cultivados, o algodão é cultivado e usado para tecelagem. Hotéis em Ilê-Ifé incluem o Hotel Diganga na estrada Ifé-Ibadã; o Mayfair Hotel; a Obafemi Awolowo University Guest House etc. Ilê-Ifé tem um estádio com uma capacidade para 9 000 pessoas e uma equipe de futebol da segunda divisão da liga profissional. O significado da palavra "Ifé" na língua iorubá é "amor". Ifé é também um nome.

## História
Ifé é um dos reinos do Império de Oió. As suas origens, mergulhadas na mitologia iorubá, não nos fornecem, do ponto de vista cronológico, um ponto inicial preciso. Os iorubás vieram do Nordeste, talvez do Alto Nilo, por vagas sucessivas, entre o século VI e o XI, com paragens, em particular no Império de Canem. Ifé provavelmente foi habitada no século VI, data mais antiga fornecida até agora pelo método do radiocarbono a materiais recolhidos de escavações na cidade.
Ela foi o centro de dispersão, sendo reconhecida por todos os iorubás como a fonte mística do poder e da legitimidade: o lugar de onde partia a consagração espiritual (sendo o Oni, chefe de Ifé, o grande pontífice) e para onde retornavam os restos mortais e as insígnias de todos os reis. Ifé era considerada uma cidade sagrada para os iorubás.

## A organização de Ifé
Esta foi a primeira civilização do Império Iorubá a adotar a monarquia do tipo divina (essa possibilidade é muito aceita pelos peritos na civilização de Ifé). A cidade de Ifé era cercada por uma muralha que era, ao mesmo tempo, uma fortificação e um muro de barreira. O Reino do Benin está ligado a Ifé pelo seu fundador lendário, Oraniã, filho de Odudua, o mesmo que será o primeiro Rei de Oió.
O vinculo social era o sangue: entre os iorubás, um indivíduo pertencia a uma família (Ebi) e, só por causa deste elo de sangue, a um Estado. Quando vários reis invocavam um antepassado comum (Odudua), havia, entre eles, uma relação de irmãos. Entre eles e aquele que ocupa o trono do ancestral de todos (o Oni de Ifé), havia o laço de filhos e pais. Apesar das várias lendas sobre a origem real da monarquia de Ifé, sempre o soberano é considerado um rei divino.
A unidade sociopolítica era a aldeia. Outro dado interessante sobre esta sociedade eram os teares, pois os homens também trabalhavam na tecelagem com pequenos teares onde confeccionavam pequenas tiras que, mais tarde, se uniam a grandes peças de panos feitas pelas mulheres nos grandes teares, formando a tapeçaria e vestuário de Ifé.

## Localização
Situa-se na orla das florestas equatoriais que se estendem ao sudeste da atual Nigéria. Na Idade Média, era a capital religiosa e artística do território Ioruba e o centro da antiga República de Daomé, lugar de onde partia a consagração espiritual e para onde eram levados os restos mortais e as insígnias de todos os reis Iorubas. Era considerada uma terra santa pelos iorubás. A civilização de Ifé nasceu no coração da África, mais precisamente na sua costa Ocidental.